# Aikidō-Techniken
Aikidō besteht aus inneren Formen, den Prinzipien des Aikidō (Ki, Aiki, Kokyū, Hara, Shin), und äußeren Formen, den Techniken (Waza), wobei erst beide Formen zusammen Aikidō bilden. Im Aikidō-Training dienen die äußeren Formen als Mittel, die inneren Formen zu erfahren und auszubilden. Im Aikidō wird zwischen Grundtechniken (Kihon waza) und Varianten (Henka waza) sowie Verkettungen (Renzoku waza) unterschieden; überdies gibt es waffenlose Techniken (Tai Jutsu) und Techniken mit Waffen z. B. mit Schwert (Aiki-Ken) oder mit Stock (Aiki-Jo). Die Vielfalt der Aikidōbewegungen basiert auf relativ wenigen Grundtechniken (5 Haltetechniken und 8 Wurftechniken), die kombinierbar, ineinander überführbar und variantenreich sind. Daher konnte der Begründer des Aikidō, Ueshiba Morihei, sagen: „Wenn man sich bewegt, werden Techniken geboren“.

## Haltung (Shisei)
Die rechte Haltung (Shisei) umfasst sowohl eine innere Einstellung zur Welt und dem Partner als auch deren äußeren Ausdruck (Shizentai).

### Stand

Shizentai (Shizen Hontai)

Der Stand erfolgt aufrecht mit einer lockeren Körperspannung (Tonus) und tiefem Schwerpunkt. Beim Stand unterscheidet man zwischen:
Shizentai oder Shizen Hontai
Natürliche Haltung. Die Füße stehen parallel etwa schulterbreit, die Knie sind nicht durchgedrückt und das Gewicht ist auf beide Beine verteilt. Dabei sollte der Stand sicher, erdverbunden und zum Raum hin offen sein. Shizentai bringt eine neutrale, nicht gerichtete Stellung (Kamae) gegenüber dem Partner zum Ausdruck.
Hidari hanmi
Linke Halbseite. Hierbei ist der linke Fuß vorne und der rechte Fuß hinten.
Migi hanmi
Rechte Halbseite. Hierbei steht der rechte Fuß vorne und der linke Fuß hinten.

### Stellung zum Partner (Kamae)
Die Partner begegnen sich in den Übungen als Tori (Nage) und Uke. Zur Ausführung der Techniken nimmt man eine dynamische Stellung zum Partner ein und senkt den Schwerpunkt weiter ab. Um Kamae einzunehmen, schiebt man, von Shizentai ausgehend, einen Fuß vor und wendet dem Partner die entsprechende Seite zu. Dabei stellt sich der hintere Fuß schräg (so genannte T-Stellung) und man nimmt die Hand an der Seite, die dem Partner zugewendet ist, nach vorne. Das Körpergewicht ruht auf beiden Füßen, der Körper ist entspannt. Die Stellung ist eindeutig gerichtet und bleibt zum Raum hin offen. Macht der Partner dasselbe, ergeben sich zwei mögliche Stellungen.

Ai hanmi

Gyaku Hanmi

Ai hanmi (punktsymmetrische Stellung):
Von Shizentai ausgehend schieben beide Partner ihren rechten oder beide ihren linken Fuß vor.
Gyaku Hanmi (achsensymmetrische Stellung):
Von Shizentai ausgehend schiebt ein Partner seinen rechten und der andere Partner seinen linken Fuß vor.

### Position
Im Aikidō können die Techniken im Stand oder auf Knien durchgeführt werden, wodurch sich drei mögliche (Kampf-)Positionen ergeben, die jeweils in Ai hanmi oder Gyaku hanmi ausgeführt werden können.
Tachi waza
Beide Partner stehen.
Hanmi hantachi waza
Ein Partner (Tori) kniet in Seiza und der andere Partner (Uke) steht.
Suwari waza
Beide Partner knien in Seiza.

### Handhaltung
Bei der Handhaltung wird zwischen der Höhe unterschieden.
Gedan
Tiefe Handhaltung. Die Hände befinden sich unterhalb des Bauchnabels.
Chūdan
Mittlere Handhaltung. Die Hände befinden sich zwischen Bauchnabel und der Oberseite der Schultern.
Jōdan
Hohe Handhaltung. Die Hände befinden sich oberhalb der Schultern.

### Beziehung
Sankaku waza bzw. Sankaku tai (Kraftdreieck)
Die „T-Stellung“ in Kamae bildet ein Kraftdreieck, das Tori ermöglicht, sich variabel zu bewegen, um den Kraftimpuls von Uke aufzunehmen und umzuleiten und dabei die eigene Mitte zu halten. Das Kraftdreieck ist dynamisch auf Uke bezogen.
Ma-ai (rechter Abstand)
Die dynamische Beziehung zu Uke liegt im „rechten Abstand“, der die Distanz zum Partner, das Timing in der Bewegung und die aufmerksame Präsenz in der Situation umfasst. Ma-ai wird sowohl durch die physische Situation als auch durch Ki bestimmt.
In der Ausgangsstellung ist Ma-ai die Länge der Arme und Hände von Uke und Tori. Wenn Uke und Tori ihre Arme und Finger nach vorne ausstrecken, sollten sich die Fingerspitzen von Uke und Tori berühren können.

## Bewegung (Sabaki)
Die Aikidōtechniken sind aus dem japanischen Schwertkampf (Kenjutsu) entwickelt worden. Daraus ergeben sich die für Aikidō typischen Drehbewegungen (im Unterschied zu Jiu Jitsu und Judo), denen die Schrittformen (Ashi) dienen, und der Einsatz der Hände als 'Schnittwaffe' (Tegatana). Die Aikidō-Bewegungen fließen aus der Hüfte und dem Unterbauch (Hara), die über die Beine und Füße im Boden 'verankert' sind. Daher kommt den Schritten (Ashi) eine besondere Bedeutung zu.

### Schritte (Ashi)
Da Aikidō dynamisch ist, spielen in der Bewegung die Schritte eine große Rolle, dabei werden die Füße grundsätzlich nicht bzw. kaum vom Boden entfernt, um rasch einen sicheren Stand zu haben. Dazu wird immer der nicht belastete Fuß bewegt bzw. vor einem Schritt das Gewicht verlagert, um den Schrittfuß frei bewegen zu können. Durch die Gewichtsverlagerung werden die Schritte und mit ihnen die gesamte Bewegung fließender. Das Verschieben eines Fußes kann dabei gerade oder kreisförmig um den (sich mitbewegenden) Körperschwerpunkt erfolgen.
Tsugi ashi (Gleitschritt oder Schiebeschritt)
Hierbei schiebt man den vorderen Fuß vor und zieht den hinteren Fuß sofort nach. Die Ausführung kann vorwärts, rückwärts oder seitwärts aus Migi Hanmi oder Hidari Hanmi erfolgen.
Okuri ashi (Sendeschritt)
Hierbei handelt es sich um eine Variante des Tsugi ashi. Beim Okuri ashi zieht man den hinteren Fuß an den vorderen Fuß heran und schiebt dann erst den vorderen Fuß vor. Die Ausführung kann vorwärts oder rückwärts, aus Migi hanmi oder Hidari hanmi erfolgen.
Issoku irimi (Vorwärtsschritt)
Dient um sich vorwärts zu bewegen und dabei zwischen Migi hanmi und Hidari hanmi zu wechseln. In Migi hanmi wird dabei der linke Fuß nach vorne um den rechten Fuß herum vor den rechten Fuß gestellt. Anschließend wird der rechte Fuß mit einem kleinen Schritt oder durch eine Drehung am Ballen seitwärts gestellt, wodurch man Hidari hanmi erhält. Der Wechsel von Hidari hanmi nach Migi hanmi erfolgt analog mit vertauschten Seiten. Die Bewegung kann auch rückwärts ausgeführt werden, wobei sich die Reihenfolge der einzelnen Schritte umdreht.
Irimi ashi (Vorwärtsbewegung)
Hierbei handelt es sich um eine Reihe von mehreren Issoku irimi, welche hintereinander ausgeführt werden. Die Bewegung kann auch rückwärts ausgeführt werden.
Ayumi ashi (Überstellschritt)
Die aus dem Hara erfolgende Bewegungsform, wobei der hintere Fuß vor den vorderen Fuß geschoben wird. Dabei wird zwischen Hidari hanmi und Migi hanmi gewechselt. Gleichzeitig dreht sich der Oberkörper und man wendet dem Partner die andere Körperhälfte zu.
Von Ayumi ashi abgeleitet gibt es zwei Varianten ohne Seitenwechsel:
- Ausgehend vom Hidari hanmi wird der rechte Fuß wird durch Überkreuzen seitlich vor den linken Fuß gestellt. Anschließend wird der linke Fuß wieder gerade vor den rechten Fuß gestellt um wieder nach Hidari hanmi zu gelangen. Beim Migi hanmi wird analog dazu seitenverkehrt vorgegangen.
- Ausgehend vom Hidari hanmi wird der rechte Fuß neben den linken Fuß gestellt. Dabei zeigen die Zehen des rechten Fußes auf die Ferse des linken Fußes. Anschließend wird der linke Fuß nach vorne gestellt um wieder nach Hidari hanmi zu gelangen. Beim Migi hanmi wird analog dazu seitenverkehrt vorgegangen.

Tenkai (Hüftdrehung)
Drehung auf der Stelle, ohne einen Fuß zu setzen. Dabei liegt das Gewicht zwischen den Füßen, um die Gelenke zu entlasten und die Bewegung zu beschleunigen erfolgt eine Hüftdrehung auf den Fußballen. Die Hüfte dreht dabei um 180°, während sich die Füße um 90° drehen. Hierbei wird zwischen Migi hanmi und Hidari hanmi gewechselt. Der vordere Fuß wird zum hinteren und umgekehrt.
Kaiten (Vorwärtsschritt mit Hüftdrehung)
Eine Variante des Tenkai, bei dem das vordere Bein vor der Drehung nach vorne geschoben wird.
Tai no henka/Tai no henkō oder auch Tai no Tenkan (Richtungswechsel)
Tenkan ashi (Umlenkschritt, Rückwärtsdrehung)
Ausgehend von Migi hanmi wird der rechte Fuß um 180° gedreht. Durch das anschließende Zurückstellen des linken Fußes wird eine Drehung der Hüfte um 180° und gleichzeitig eine Rückkehr nach Migi hanmi bewirkt. Analog wird bei Hidari hanmi seitenverkehrt vorgegangen. Im Unterschied zu Tai no henka steht der vordere Fuß nach der Technik wieder vorne.
Irimi tenkan
Hierbei handelt es sich um einen Vorwärtsschritt mit anschließender Drehung. Ausgehend von Hidari hanmi wird der rechte Fuß vorgestellt und dabei um 180° gedreht. Anschließend wird der linke Fuß zurückgestellt und ebenfalls um 180° gedreht um in den Migi Hanmi zu gelangen. Analog wird ausgehend von Migi Hanmi seitenverkehrt vorgegangen und damit in den Hidari hanmi gewechselt.
Tai Sabaki (Eingang-Umlenkschritt)
Die Kombination von Irimi ashi mit anschließendem Tenkan ashi ergibt einen Positionswechsel mit 180°-Drehung. Tai Sabaki ist die häufigste Schrittkombination im Aikido.
Hantai Tenkan
Wie Irimi tenkan, jedoch wird der Körper nicht um 180°, sondern um 90° gedreht.

### Kniegehen (Shikko)
Für Techniken, die man im Knien ausführt (bei Hanmi hantachi und Suwari waza), dient das Kniegehen. Im Kniegehen sind die Oberschenkel fast rechtwinklig gespreizt, die Füße stehen zusammen, wobei die Zehen aufgestellt sind und der Hintern auf den Fersen ruht. Analog zur Kamae in Tachi waza nimmt man im Kniegehen eine dynamische und aufmerksame Position ein (Sankaku). Die Bewegung geht von Hara aus, wobei der Schwerpunkt bodennah bleibt. Dazu wird ein Fuß gesetzt und der andere Fuß sofort nachgezogen, um wieder eine stabile Stellung einzunehmen. Für Drehungen, die auf den Knien gezirkelt werden, werden die Knie zusammen gebracht und die Füße ziehen den Kreisbogen.

### Schwerthand (Tegatana)
In Analogie zum japanischen Schwertkampf wird der Arm von Tori als Schwert (Katana) aufgefasst. Die Hand und der Unterarm wird in die Zonen des Schwertblattes eingeteilt. Die Finger (bzw. Faust) entsprechen der Schwertspitze (Kissaki). Die Kleinfinger-Seite des Unterarms wird als Schneide (Ha) aufgefasst, die Handkante als Schnittzone (Hammon). Die Daumen-Seite des Unterarms bildet die Schwertrückseite (Mine). Ähnlich dem gebogenen Schwertblatt wird der Arm leicht gebeugt gehalten. Wie im Kenjutsu die Schwertstreiche nicht geblockt, sondern weich aufgenommen, abgelenkt und umgeleitet werden, soll auch die Schwerthand im Aikidō bestimmt aber weich eingesetzt werden.

### Ausführung
Aikidōtechniken bestehen aus drei Phasen: 1. dem Eingang, der in Bezug auf die Technik neutral ist, 2. der Durchführung der Technik, in die Uke von Tori geführt wird, und 3. dem Abschluss, in dem Uke sich durch einen Fall entzieht oder von Tori fixiert wird. In der Durchführung der Technik (2. Phase) kann Tori zu Uke zwei Positionen einnehmen, von denen aus Uke geführt wird.
Omote waza (vor Uke stehend)
Die Technik wird vor Uke ausgeführt. Tori kreuzt die Kraftlinie von Uke direkt und lenkt damit dessen Kraft um.
Ura waza (hinter Uke stehend)
Die Technik wird hinter Uke ausgeführt. Tori lässt die Kraft von Uke ins Leere laufen und führt Ukes Kraft.
Die Ausführung der Aikidōtechniken kann zudem nach verschiedenen Bewegungsprinzipien erfolgen, wobei die Art des Kontaktes zwischen Tori und Uke eine entscheidende Rolle spielt. Es werden hierbei drei Formen des Kontaktes zwischen Tori und Uke unterschieden:
1. Ohne Griff in der Bewegung:
Erfolgt eine Angriffsbewegung, ohne dass Uke seinen Griff stabilisieren kann, ist es Tori möglich, den Angreifer berührungslos zu lenken, lediglich durch dessen Absicht, den erfolglosen Versuch des Greifens doch noch zum Erfolg zu bringen. Der Kontakt zwischen den Partnern stellt sich dabei durch die Absicht von Uke und die Reaktion von Tori ein.
Aikidōtechniken werden in dieser Form der Anwendung, auch Ki gata genannt, weitgehend berührungslos realisiert, weil durch die Bewegung des Angreifers nur dessen Lenkung nötig ist. Mit Ma-ai kommen sowohl dem Abstand als auch dem Zeitpunkt der Initialbewegung dabei große Bedeutung zu.
2. Mit Griff in der Bewegung:
Ist es Uke möglich, seinen Griff zu stabilisieren, entstehen andere Anforderungen an die Umsetzung einer Aikidōtechnik. Der stabilisierte Griff führt kurzzeitig zur Stagnation der Bewegung. Durch einen optimalen Einsatz des Körpers im Schwerpunkt (Hara) muss sich der Angreifer ebenfalls erneut in Bewegung setzen, wodurch die Realisierung von Aikidōtechniken wiederum aus der Bewegung erfolgt. Diese Ausführungsform wird auch Tan ren genannt.
3. Mit Griff vor der Bewegung:
Während die Ausführungsvarianten Ki gata und Tan ren noch Initial- oder Eintrittsbewegungen enthalten, sind bei Shinken waza (Ernstfalltechnik) diese Initialbewegungen verkürzt oder gar nicht mehr vorhanden. Die Initial- oder Eintrittsbewegungen bilden bei Shinken waza-Ausführung die Aikidōtechnik.

## Haltetechniken (Katame Waza)
Die Haltetechniken sind in Grundtechniken, die von den meisten Aikidō-Stilen gelehrt werden und von Kisshōmaru Ueshiba nummeriert worden sind (Ikkyo - Gokyo), und Sondertechniken unterschieden.

### Grundtechniken
| Japanische Nummerierung | Japanische Benennung | Deutsche Bezeichnung |
| ----------------------- | -------------------- | -------------------- |
| Ikkyō                   | Ude osae             | Armstreck-Griff      |
| Nikyō                   | Kote mawashi         | Armdreh-Griff        |
| Sankyo                  | Kote hineri          | Handdreh-Griff       |
| Yonkyo                  | Tekubi osae          | Armpress-Griff       |
| Gokyo                   | Ude nobashi          | Armschlüssel-Griff   |
| Rokyo                   | Hiji Kime Osae       |                      |

### Sondertechniken
| Japanische Benennung | Deutsche Bezeichnung | Beschreibung       |
| -------------------- | -------------------- | ------------------ |
| Ude garami           |                      | Variante von Nikyo |
| Hiji osae            |                      | Variante von Ikkyo |

Je nach Schule werden weitere Sondertechniken und Varianten gelehrt.

## Wurftechniken (Nage Waza)
Aikidō ist wesentlich aus dem Schwertkampf (Kenjutsu) entwickelt worden, was sich auch in den Wurftechniken zeigt, die in der Regel nur einen oder keinen Hebelpunkt aufweisen. Die Hebelwirkung ist dabei nicht primär intendiert, sondern eine Folge der Schneidebewegungen, die auf bestimmte Gelenke wirken. Die Gelenke werden dabei in der Regel gemäß der natürlichen Beugerichtung geführt, um Uke nicht zu gefährden. Ein aufmerksamer Uke reagiert rechtzeitig, bevor die eigentliche Hebelwirkung einsetzt, um sich zu schützen. Insofern basieren die Wurftechniken nicht auf dem Einsatz von Hebeltechniken, was idealtypisch im Kokyū-Nage zum Ausdruck kommt.
Überdies können die Wurftechniken miteinander kombiniert und teilweise in Haltetechniken überführt werden. Dadurch ergeben sich drei Wurfformen: 1. Wurftechniken, die in eine Haltetechnik überführt werden, 2. reine Wurftechniken und 3. Wurftechniken ohne Hebelansatz.

### Wurf mit Haltetechnik
- Kote gaeshi (Handgelenkwurf)
Kote gaeshi wird in der Grundform mit Haltetechnik ausgeführt. Andere Würfe können auch mit Haltetechnik ausgeführt werden, allerdings nicht in der Grundform (z. B. Shiho nage).
(Anm. Tori greift die Hand von Uke, dreht sie nach außen und führt Uke, ohne dessen fixierte Hand loszulassen, weiter zu Nikyo. Lässt Tori die fixierte Hand los, kann sich Uke mit Ukemi entziehen.)

### Reine Wurftechniken
Die Wurftechniken setzen an bestimmten Gelenken an, über die die Bewegungsenergie des Angreifers (Uke) umgelenkt wird.
Ansatz an Halswirbelsäule
- Irimi nage (Eingangswurf)
- Tenchi nage (Himmel und Erde Wurf)

Ansatz am Handgelenk
- Shihō nage („Schwertwurf“, auch „Vier Richtungen Wurf“)
Shihō nage kann in eine Haltetechnik überführt werden

Ansatz am Ellenbogengelenk
- Ude-kime nage (Armstreckwurf)

Ansatz am Schultergelenk
- Kaiten nage (Schleuderwurf)
- Juji garami (Armkreuzwurf)

Ansatz über Hüftgelenk
- Koshi nage (Hüftwurf)
- Aiki goshi
- Aiki otoshi (Aushebewurf)

Ansatz über Beingelenke (Sonderform)
- Sumi otoshi (Eckenkippe)
Uke wird durch eine starke Gegenbewegung über dem belasteten und damit blockierten Fuß ausgehebelt.

### Ansatzlose Würfe
Aikido kennt zudem Wurftechniken, die gänzlich ohne Ansatz an bestimmten Körperpartien auskommen und stattdessen allein bei der Bewegungsenergie des Angreifers ansetzen.
- Kokyū-Nage (Atem-Wurf)
Der Wurf wird mit der Kraft des Atems (Kokyū) ausgeführt und umfasst viele Varianten, die auf Umlenkbewegungen beruhen.

- Aiki nage (Wurf ohne Berührung)
Ein typischer Wurf besteht darin, dass Tori im rechten Moment (Ma-ai) vor Ukes Angriff abtaucht bzw. in die Hocke geht, so dass dieser über Tori hinweg springen muss, um nicht zu stürzen.

## Schlagtechniken (Atemi waza)
Schläge und Stöße als Blocktechniken entsprechen nicht den Prinzipien des Aikidō, so dass Schläge weitgehend aus den Aikidōtechniken ausgeschlossen bleiben. Wenn Atemi im Aikidō eingesetzt wird, dann um den Partner auf Abstand (Ma-ai) zu halten oder als Schnittformen, die aus dem Kenjutsu abgeleitet sind. Atemi dienen immer als Interventionen, um das Ki des Partners umzuleiten. Wie bei allen Aikidōtechniken so müssen gerade bei Atemi waza innerer und äußerer Weg übereinstimmen, so dass das eigentliche Ziel des Atemi nicht der Körper, sondern über diesen das Ki des Partners ist. Dem Beeinflussen des Ki dient auch der Kiai (Kampfschrei aus dem Unterbauch).

## Angriffsformen
Da Aikidō eine rein defensive Kampfkunst ist, haben Angriffe einen anderen Stellenwert. Angriffe sind im Gesamtsystem zwar nicht enthalten, andererseits sollen Gegenmaßnahmen gegen eine möglichst breite Palette möglicher Angriffsbewegungen geübt werden können. Dazu werden kodifizierte Angriffsformen angewandt. Diese stilisierten Bewegungen werden vom Aikidoka im Rahmen seines Lernprozesses in Mustern erkannt und verinnerlicht.
Die Rolle des Angreifers (Uke) setzt dabei ein gewisses Mass an „Mitarbeit“ bei der gemeinsamen Bewegung voraus (Aiki), damit Tori und Uke über das Üben der äußeren Formen die inneren Formen entwickeln können. Diese Art zu üben, die häufig den Eindruck erweckt, dass Aikido abgesprochen und keine 'echte Selbstverteidigung' sei, ist darin begründet, dass Aikidō in erster Linie eine Kampfkunst ist wie beispielsweise Kyūdō oder Iaidō. Es beinhaltet inhärent das Potential, die Menschen, welche sich darin üben, in ihrer Persönlichkeit weiterzuentwickeln, wobei Kampfsport als Sportdisziplin reglementiert sein muss, um es im Wettkampf austragen zu können und Sieger und Verlierer zu ermitteln. Nota-bene: Reale Konflikte werden sowieso gänzlich ohne Regeln – aber nicht blindwütig, sondern strategisch und taktisch wohl abgestimmt – ausgetragen. (Das so genannte Real Aikido vertritt dazu eine andere Auffassung.)
Bei näherer Betrachtung aller kodifizierten Formen gilt es zu beachten, dass ein Angriff nie vollkommen spontan aus einer friedfertigen Situation heraus ausgeführt wird. Die Entwicklung – quasi der Eskalationspfad – erfolgt immer in Etappen: Wenn eine zuvor ausgeführte Aktion misslingt, folgt die nächste. An und für sich ist der plötzliche Angriff eines mit einem Schwert bewaffneten Kontrahenten von hinten äußerst unwahrscheinlich. Allerdings kann 'ushiro ryotedori' in der Abfolge einer Auseinandersetzung dadurch entstehen, dass ein Initialangriff parriert wird und misslingt. Dabei findet sich der Angreifer in einer Position wieder, in welcher er entweder den Angriff abbrechen kann, oder der Weg seitlich am Aikidōka vorbei in dessen Rücken möglich wird. Der Aikidōka kann diesen Weg aus taktischen Überlegungen auch absichtlich ermöglichen, um den Angreifer zu dieser Aktion zu verleiten (siehe auch Abschnitt 'Strategie').
Im Folgenden wird bei der japanischen Benennung von Angriffsformen die deutsche Schreibweise 'dori' (greifen) gewählt, zu der alternativ auch die Schreibweise 'tori' gebräuchlich ist.

### Griffe von vorne (mae)
| Bezeichnung                     | Ausführung                                                    | Ableitung der kodifizierten Form vom Schwerteinsatz                                                               |
| ------------------------------- | ------------------------------------------------------------- | --- |
| Ai hanmi katate dori (Kosadori) | überkreuz mit einer Hand ein Handgelenk greifen               | Uke blockiert mit einer Hand die schwertführende Hand von Tori                                                    |
| Gyaku hanmi katate dori         | seitengleich mit einer Hand ein Handgelenk greifen            | Uke blockiert mit einer Hand die schwertführende Hand von Tori                                                    |
| Katate ryote dori Morote dori   | mit beiden Händen ein Handgelenk greifen                      | Uke blockiert mit beiden Händen die schwertführende Hand von Tori; Position von Uke: äußere Seite (Schwertrücken) |
| Ryote dori                      | beide Handgelenke greifen                                     | Uke blockiert die Schwertführung an beiden Händen von Tori; Position von Uke: äußere Seite (Schwertrücken)        |
| Kata dori                       | eine Schulter greifen                                         | |
| Katatori men uchi               | eine Schulter greifen; Schlag zum Kopf mit der anderen Hand   | |
| Mune dori                       | Griff am Anzug bzw. Revers mit einer Hand (meist Gyaku hanmi) | |
| Mune dori                       | Griff am Anzug mit beiden Händen (meist Ai hanmi)             | |
| Ryo Kata dori                   | beide Schultern greifen (meist Ai hanmi)                      | |
| Hiji dori                       | einen Ellbogen greifen                                        | |
| Ryo Hiji dori                   | beide Ellbögen greifen                                        | |
| Kubi shime                      | zum Hals greifen und Würgen                                   | |

### Schläge und Stöße von vorne
| Bezeichnung        | Ausführung                                                                     | Ableitung der kodifizierten Form vom Schwerteinsatz                                |
| ------------------ | ------------------------------------------------------------------------------ | ---------------------------------------------------------------------------------- |
| Kiawase shomenuchi | halbkreisförmiger Aufwärtshaken mit der offenen Hand zum Kinn oder ins Gesicht | Uke zieht das Schwert und stößt mit der Spitze vor zum Hals / ins Gesicht von Tori |
| Shomen uchi        | Schlag von oben auf die Stirn                                                  | Uke führt einen Schnitt senkrecht von oben zum Scheitel von Tori                   |
| Yokumen uchi       | Schlag auf Kopfseite                                                           | Uke führt einen Schnitt seitlich an die Schläfe von Tori                           |
| Jodan tsuki        | Stoß zum Kopf oder Hals                                                        | Uke sticht mit der Schwertspitze zum Hals / Gesicht von Tori                       |
| Chudan tsuki       | Stoß zu Brust oder Bauch                                                       | Uke sticht mit der Schwertspitze zur Brust / Bauch von Tori                        |
| Gedan tsuki        | Stoß in den Unterleib                                                          | Uke sticht mit der Schwertspitze zum Unterleib von Tori                            |

### Tritte von vorne
| Bezeichnung  | Ausführung                              | Anmerkung |
| ------------ | --------------------------------------- | --- |
| Mae geri     | vorwärts gerichteter Tritt in den Bauch | meist kombiniert mit Angriff Ryotedori: Fassen beider Handgelenke mit gleichzeitigem Tritt in den Unterleib     |
| Mawashi geri | seitlich geschwungener Tritt zum Kopf   | kann auch im Bewegungsmuster mit einem stark seitlich horizontal geführten Schlag zum Kopf gleichgesetzt werden |

### Angriffe von hinten (ushiro)
| Bezeichnung          | Ausführung                           | Ableitung der kodifizierten Form vom Schwerteinsatz |
| -------------------- | ------------------------------------ | --- |
| Ushiro ryote dori    | von hinten beide Handgelenke greifen | Schwertführung von Tori: Das Schwert befindet sich noch in der Scheide oder wird bei gezogenem Schwert einhändig geführt; Uke umgeht den Schwertbereich auf der Schneide abgewandten Seite und fasst von hinten beide Handgelenke (Anm.: bei gezogenem Schwert, taktisch auch möglich: Tori lässt den Positionswechsel von Uke zu) |
| Ushiro ryo kata dori | von hinten beide Schultern greifen   | Uke kann den Schwertbereich umgehen und greift von hinten an beide Schultern |
| Ushiro ryo hiji dori | von hinten beide Ellenbogen greifen  | Uke kann den Schwertbereich umgehen und greift von hinten an beide Ellbogen |
| Ushiro eri dori      | von hinten den Kragen umgreifen      | Uke kann den Schwertbereich umgehen und greift von hinten an den Kragen (Beginn Würgetechnik) |
| Ushiro kakae dori    | von hinten den Oberkörper umklammern | Uke kann den Schwertbereich umgehen und umklammert den Oberkörper |

### Kombinierte Angriffe
| Bezeichnung                 | Ausführung                                                     | Ableitung der kodifizierten Form vom Schwerteinsatz                                                                      |
| --------------------------- | -------------------------------------------------------------- | --- |
| Kata dori men uchi          | Schulter greifen und einen Schlag zur Stirn ausführen          | Tori: Abwehr des Schlages zur Stirn mit gleichzeitigem Ziehen des Schwertes aus der Scheide (ähnlich Kiawase shomenuchi) |
| Ushiro kata dori kubi shime | von hinten ein Handgelenk greifen und den Hals umklammern      | Uke blockiert von hinten die schwertführende Hand mit gleichzeitigem Würgen                                              |
| Ushiro eri dori men uchi    | von hinten den Kragen greifen und einen Schlag zum Kopf führen | |

## Falltechniken (Ukemi)
Das Ukemi ist nicht Ausdruck einer Niederlage, sondern ein Weg, seine Handlungsfreiheit wiederzugewinnen. Uke bringt sich damit in eine Position, aus der heraus er wieder angreifen oder den Konflikt beenden kann. Das Ukemi wird im Aikidō meist als weiche Rolle ausgeführt.
| Japanische Benennung | Deutsche Bezeichnung | Beschreibung                                             |
| -------------------- | -------------------- | -------------------------------------------------------- |
| Ushiro Ukemi         | Rolle rückwärts      |                                                          |
| Mae Ukemi            | Rolle vorwärts       |                                                          |
| Yoku Ukemi           | Rolle seitwärts      |                                                          |
|                      | Fallendes Blatt      | Sanftes Ablegen über Hände, Brust, Beine                 |
|                      | Freier Fall          | Salto (Der freie Fall wird im Aikidō 'weich' ausgeführt) |

## Aikido-Stile und Techniken
Die Ausführung der Techniken, die im Artikel möglichst neutral beschrieben werden, variieren unter den verschiedenen Aikidostilen bzw. Verbänden. Die stilspezifische Art der Ausführung kann man am besten im Gespräch mit seinem Aikido-Lehrer klären und indem man möglichst auch Aikido-Lehrgänge von anderen Verbänden besucht. Der Vergleich hilft, einen Überblick über Techniken zu erhalten und die eigene Technik zu überprüfen.

## Strategie
Wie alle auf einen bestimmten Zweck (Angriff, Verteidigung, Neutralisation) ausgelegten Anwendungen von Kampfkünsten weisen auch Aikidōtechniken strategische Vorzüge und Nachteile auf. Den größten Vorteil erzielt der Aikidoka dadurch, dass die Angriffsbewegung nicht blockiert wird. Solange eine Bewegung von Uke (Angreifer) aufrechterhalten wird, stehen Lenk- und Führungstechniken im Vordergrund. Stagniert die Bewegung, oder wird sie blockiert, wird mit zweckmäßiger Technik und Körperbewegung wieder eine Bewegung von Uke ausgelöst.
Ein gewisser Nachteil besteht darin, dass die optimale Körperbewegung nur mit Bezug zu einem Partner geübt werden kann. Dazu ist ein sehr hohes Maß an taktiler Wahrnehmung und Sensibilität für Bewegung und vielfach ein längeres und intensiveres Üben notwendig.
Aikido kennt keine Absicht zur direkten Schädigung eines Angreifers, noch kennt Aikidō das Ziel des Gewinnens im Zweikampf. Der Aikidoka optimiert seine Verteidigungsstrategie, in dem er mit seinem hohen Bewegungspotenzial einen Angriff stört und diesen durch die Überleitung in Wurf- und Haltetechniken vereitelt.
In vielen Kampfkünsten werden Offensivtechniken gelehrt. Dabei erscheint es für Laien logisch, dass „Angriff die beste Verteidigung“ darstellt. D.h. das Heil – die Lösung eines latenten Konfliktes – wird im Angriff gesucht. Der Angriff soll dabei zweckdienlich sein, den Kontrahenten auszuschalten. Das ist meistens mit einer körperlichen Schädigung oder anderweitigen Beeinträchtigung seiner Integrität verbunden. Diese Strategie ist aus Sicht des Aikidō eine Illusion, denn sie enthält nebst der moralischen Verwerflichkeit auch große strategische Schwachstellen.
Im technischen System des Aikidō sind keinerlei Offensivtechniken enthalten. Denn jede offensive Handlung enthält einen sog. Point of no Return, einen bestimmten Punkt in der Bewegungsfolge, nach Überschreiten dessen der initiierte Angriff nicht mehr abgebrochen werden kann, der Erfolg des Angriffs, also das Herstellen einer überlegenen Situation über den Kontrahenten, aber auch noch nicht eingetreten ist. Jedes Ausführen einer Offensivhandlung enthält dabei Ansatzpunkte, an welchen der Angriff gestört und damit der Erfolg vereitelt werden kann. Der Aikidoka verfolgt mit seiner ausschließlich defensiven Aktion das strategische Ziel der Vereitlung des Angriffs zusammen mit der Übernahme der vollständigen Kontrolle über die Bewegung des Angreifers. Der Angriffsbewegung wird dabei keine energieverzehrende Blockade entgegengebracht und somit bleibt die Dynamik erhalten. Während der Synchronisation mit der Angriffsbewegung übernimmt der Aikidoka dabei die Kontrolle über die Bewegung des Angreifers.
Initiative anstelle von Angriff Wie kann in einer latent gefährlichen Situation die Konfrontation zufriedenstellend und unter weitgehender Wahrung der Integrität beider Parteien aufgelöst werden? In einer konfliktträchtigen Situation, in der ein Angriff unmittelbar bevorsteht, aber noch nicht begonnen hat (hätte er begonnen, wäre eine Bewegung vorhanden, mit welcher der Aikidoka die Synchronisation sucht), hat der Aikidoka die Wahl, ob er den Streit aufhebt oder beim Kontrahenten den Angriff initiiert. Im ersten Fall wird er aufmerksam warten oder gehen, im zweiten Fall offeriert er dem Angreifer ein lohnendes Ziel: Der Aikidoka nimmt eine offene Körperhaltung ein, in welcher er eine Hand, einen oder beide Arme oder einen anderen Punkt seines Körpers als Ziel für einen Griff, Hieb oder Stich anbietet. Ein wirklich angriffswilliger Kontrahent wird ein solches „Angebot“ kaum ausschlagen, denn er wird davon überzeugt sein und wird darin noch bestärkt, dass man einen Krieg nur anfangen sollte, wenn man ihn auch gewinnen kann. Der Aikidoka kann dabei noch als zusätzliches strategisches Mittel die Initiative in der Bewegung einsetzen: Mit einer Bewegung in Richtung auf den potenziellen Angreifer zu (siehe auch: Bewegung Irimi), wird dieser mit größter Wahrscheinlichkeit unmittelbar seinen Angriff beginnen, weil dadurch das zeitliche Moment seines bereits gefassten Entschlusses zum Angriff verkürzt wird. Der Vorteil liegt dabei auf Seiten des Aikidoka, da er einerseits auf den Angriff vorbereitet ist, dem Angreifer ein Ziel seiner eigenen Wahl bietet und darüber hinaus den Zeitpunkt des Angriffs bestimmt.
Trotz dieser Vorgehensweise bleibt der defensive Charakter des Aikidō erhalten, denn das Anbieten einer Lücke zum Angriff, wie auch die initiative Bewegung auf einen potenziellen Angreifer zu, stellen an sich keine Offensive dar. Sie dienen aus Sicht des Aikidō der positiven Kontrolle über die Situation unter Wahrung der Integrität beider Parteien.